# Capasa saturataria
Capasa saturataria là một loài bướm đêm trong họ Geometridae.